# Styringomyia recurvata
Styringomyia recurvata är en tvåvingeart som beskrevs av Alexander 1975. Styringomyia recurvata ingår i släktet Styringomyia och familjen småharkrankar.
Artens utbredningsområde är Nigeria. Inga underarter finns listade i Catalogue of Life.